# Estándar abierto
Un estándar abierto es un estándar que puede ser accedido y usado libremente por cualquiera. Estos estándares deben tener una licencia libre. Normalmente, cualquiera puede colaborar en el desarrollo del mismo. Existen diversas interpretaciones del término, no existe una única definición.

## Introducción
La definición de estándar abierto es una que varía según la entidad de referencia. Pese a ello, entidades como la Unión Europea, la ITU-T o el W3C, tienen ciertos elementos en común:
- Transparencia en el proceso de creación y regularización
- Derechos de propiedad intelectual depositados en organizaciones sin ánimo de lucro
- Ninguna restricción para su uso, inclusive la existencia de regalías

Los estándares abiertos garantizan un desarrollo abierto a toda la industria, la posibilidad de uso libre sin necesidad de pagar regalías y la interoperabilidad entre distintos componentes de hardware y software.
Cualquier persona con los conocimientos técnicos necesarios debe ser capaz de implementar total o parcialmente estándares abiertos. Pese a ello, ciertas definiciones permiten que la entidad certificadora tenga el derecho a no certificar aquellas implementaciones parciales del estándar.
Acorde a ciertos expertos, como Joel West, los estándares abiertos pueden tener distintos niveles de apertura, implicando que existen estándares más "cerrados" que otros. Un ejemplo de esto es el equilibrio entre permitir que un estándar pueda ser adoptado y aceptado en el mercado y que la empresa creadora del estándar pueda recuperar su inversión. Esta doctrina fue adoptada por Nueva Zelanda en su Marco de Interoperabilidad e-Gubernamental, donde se establecen distintos niveles de apertura según los criterios que cumpla el estándar en cuestión.

## Ejemplos notables
Tanto en el mundo del hardware, software y sistemas existen estándares abiertos que tienen un uso muy extendido.
Ejemplos claros en el mundo del hardware pueden ser los estándares PCI y AGP, creados por Intel e ISA, creado por IBM. En el mundo del software, los ejemplos más notables pueden ser los estándares HTML/XHTML, creados por W3C y TCP/IP, creados por IETF.
Además de los ejemplos expuestos, existen otros que son más controversiales al no cumplir las definiciones más extendidas de estándares abiertos. Ejemplos de este caso pueden ser PDF/X y PDF/A creado por Adobe o GSM creado por 3GPP.

## Definiciones
Debida a la naturaleza del término, existen múltiples definiciones que no son necesariamente compatibles entre sí.

### Gubernamentales

#### Marco Europeo de Interoperabilidad
La Unión Europea definió el término en las primeras versiones del Marco Europeo de Interoperabilidad. Los estándares abiertos bajo estos documentos son aquellos que son mantenidos por organizaciones sin ánimo de lucro, han sido publicados por un organismo regulador y que pueden ser usados sin ninguna regalía.
Este documento ha sido ratificado por los Estados miembros de la Unión Europea. Otros países como Sudáfrica y Venezuela tienen marcos y legislaciones que establecen definiciones a nivel práctico equivalentes a las establecidas en el Marco Europeo de Interoperabilidad.[cita requerida] Además de esto, organizaciones como la Fundación en pro de Infraestructura de Libre Información, están de acuerdo con el documento europeo y lo ratifican en sus procesos internos.
Otras organizaciones como la FSFE extendieron el Marco Europeo de Interoperabilidad para añadir requisitos como la existencia de una implementación de referencia, que todos los componentes y extensiones deben ser igualmente abiertos, y la completa libertad de uso por cualquier grupo y empresa.

### Movimientos

#### OpenStand
En agosto de 2012, IETF, W3C, IEEE y otras organizaciones crearon un movimiento conjunto para mostrar un paradigma moderno en relación a los estándares. Este movimiento busca capturar los procesos de creación y estandarización que hicieron de Internet y la Web una plataforma de innovación y comercio sin restricciones. Estas declaraciones fueron publicadas en enero de 2013.
Esta cooperación establece unos requisitos muy específicos para que un estándar pueda ser considerado abierto. Estos requisitos incluyen elementos como procesos justos, transparencia completa, y elecciones de miembros en base al conocimiento técnico y no otros factores. Además de esto, se establecen una serie de principios que buscan el beneficio colectivo de la humanidad y la competición global.

### Miembros reguladores

#### Definición de ITU-T
Acorde a la definición de 2005 de ITU-T, son estándares abiertos aquellos que son puestos a disposición del público general y son desarrollados, aprobados y mantenidos mediante un proceso consensuado.
Además de esto, listan una serie de elementos, como el soporte continuado o un proceso equilibrado, que contienen aquellos estándares abiertos deseables.
Pese a tener una política común de patentes junto con otras organizaciones como ISO, estas únicamente hacen referencia a "estándares", sin especificar que sean o no abiertos. Por tanto esta política no es necesariamente aplicable en otras organizaciones.

#### Definición de IETF
La IETF clasifica como estándares abiertos a aquellos que han sido desarrollados de una manera similar a los suyos propios, refiriéndose a elementos como las políticas de propiedad intelectual. Además de esto, se listan una serie de estándares producidos por organizaciones como ANSI, ISO o IEEE como ejemplos.
Pese a ello, la IETF no ha publicado una definición específica de estándar abierto, únicamente definiendo en detalle el "proceso abierto". Aunque tras la colaboración de la IETF en OpenStand, este organismo se acoge a las definiciones recogidas en los documentos de la iniciativa.

### Organizaciones sin ánimo de lucro

#### Definición del W3C
El W3C publicó un documento en septiembre de 2005 donde se establecían una serie de requisitos para que un estándar fuera considerado abierto. Entre estos requisitos, se encontraban que el estándar en cuestión fuera relevante para el bien común y que la documentación y procesos fueran mantenidos a lo largo del tiempo.
Pese a ello, la colaboración del W3C en OpenStand causó que este documento quedara obsoleto. Por tanto, desde 2012 el W3C se guía bajo los documentos de OpenStand.

#### Definición de OSI
La OSI estableció en 2006 que todo estándar abierto debe estar suficientemente documentado como para poder ser implementado, estar disponible públicamente sin coste ninguno, no tener ningún conflicto relacionado con patentes y que no sea necesario un acuerdo de no divulgación para su implementación.
Además de esto, el cofundador de la OSI, Bruce Perens, opina que los creadores de estándares abiertos deben reservarse el derecho a certificar implementaciones parciales de los estándares y que todo estándar abierto debe proporcionar protección ante prácticas predatorias.

### Empresas

#### Definición de Microsoft
Vijay Kapoor, director técnico nacional de Microsoft, define a los estándares abiertos de la siguiente manera:

[...] un estándar abierto: ‘abierto’ se refiere a que esté libre de regalías, mientras que ‘estándar’ implica una tecnología aprobada por comités formales que están abiertos a la participación de cualquier parte interesada y que operan bajo un sistema consensuado. Un estándar abierto está disponible públicamente, y es desarrollado, aprobado y mantenido utilizando un proceso colaborativo consensuado.
[...] an open standard means: 'open' refers to it being royalty-free, while 'standard' means a technology approved by formalised committees that are open to participation by all interested parties and operate on a consensus basis. An open standard is publicly available, and developed, approved and maintained via a collaborative and consensus driven process.
Vijay Kapoo

La relación de Microsoft con los estándares abiertos es complicada. Mientras que Microsoft participa en la mayoría de organizaciones de estandarización, inclusive las estandarizaciones abiertas, sus acciones han mostrado que se opone a la creación y uso de estándares abiertos.[cita requerida]
Microsoft intentó cambiar su modelo para mejorar su reputación en 2006, con el lanzamiento de OOXML, pero ello no ha mejorado su reputación en la comunidad del código y estándares abiertos.